# Es mag sein, dass alles fällt
Es mag sein, dass alles fällt ist ein Gedicht von Rudolf Alexander Schröder. Es wird als Kirchenlied mit verschiedenen Melodien gesungen. Im Evangelischen Gesangbuch (Nr. 378) und im Kölner Eigenteil des katholischen Gotteslob (Nr. 808) steht es mit der Weise von Paul Geilsdorf, im Schweizer Reformierten Gesangbuch (Nr. 697) und im Mennonitischen Gesangbuch (Nr. 432) mit der von Samuel Rothenberg.

## Form
Das Gedicht besteht aus fünf trochäischen Sechszeilern. Die Zeilen 1–5 sind vierhebig, die letzte nur dreihebig. Das Reimschema ist [aabccb], wobei a und c männlich sind und b weiblich ist.

## Inhalt
Das Gedicht thematisiert, in Form einer Selbstanrede des lyrischen Ichs, die zugleich Anrede an den Leser wird, die Erfahrung des Zusammenbrechens aller Sicherheiten und des Fraglichwerdens aller Gewissheiten. Lüge und Verbrechen scheinen oft stärker zu sein als Wahrheit und Recht – aber nur „eine Weile“ (Strophe 2). Wer an Gottes „Versprechen“ glaubend festhält (Strophe 1) und seiner Vorsehung vertraut (Strophe 5), wird „neue Kräfte kriegen“ (Strophe 3) und „die Krone tragen“ (Strophe 4).

## Deutung
Schröder schrieb Es mag sein, dass alles fällt 1936. Drei Jahre später, im Jahr des Kriegsausbruchs, erschien das Lied erstmals im Druck. Vor diesem Hintergrund kann es als ein prophetischer Text verstanden werden, der das vordergründige Wiedererstarken Deutschlands in der Zeit des Nationalsozialismus als Unrechtsherrschaft entlarvt und das katastrophale Ende vorwegnimmt.

## Melodien
Die Melodie, die Paul Geilsdorf 1940 für das Gedicht komponierte, betont mit ihrer e-moll-Tonalität und dem in Vierteln und Halben fortschreitenden gleichmäßigen Vier-Viertel-Rhythmus den vergewissernden Aspekt des Liedes. Die Melodie von Samuel Rothenberg in derselben Tonart hat durch Punktierungen und Achtel-Melismen einen lebhafteren Charakter. Sie ist auch in der Mundorgel enthalten. Eine Alternativmelodie von Günter Kärner (1969) mit unregelmäßiger Rhythmik und herben Ausweichungen aus der Grundtonart g-moll konnte sich nicht durchsetzen.